# Hải Sơn, Hải Lăng
Hải Sơn là một xã thuộc huyện Hải Lăng, tỉnh Quảng Trị, Việt Nam.
Xã Hải Sơn có diện tích 55,34 km², dân số năm 2012 là 4.966 người, mật độ dân số đạt 89 người/km².

## Hành chính
Xã Hải Sơn được chia thành 4 thôn: Đông Sơn, Hà Lộc, Tân Sơn, Tây Sơn.